# Janko Jesenský
Janko Jesenský (n. 30 decembrie 1874, Martin, Žilinský kraj, Slovacia – d. 27 decembrie 1945, Bratislava, Cehoslovacia) a fost un poet, prozator, traducător și aristocrat slovac.
A scris o lirică erotică, cu accente de ironie și sarcasm heineene.
Prin proza sa, a investigat social mediul citadin.

## Scrieri
- 1905/1923: Versuri ("Verše")
- 1913: Povestiri provinciale ("Malomestské rozprávky")
- 1934/1938: Democrații ("Demokrati")
- 1945: În ciuda lumii ("Na zlobu dňa")
- 1945: Zile negre ("Čierne dni")
- 1945: Împotriva nopții ("Proti noci").